# Calophylle du Brésil
Calophyllum brasiliense
Espèce
Classification APG III (2009)
Le Calophylle du Brésil ou Guanandi (Calophyllum brasiliense) est une espèce de plantes à fleurs de la famille des Clusiaceae, selon la classification classique, ou des Calophyllaceae, selon la classification phylogénétique. C'est un arbre originaire d'Amérique centrale, d'Amérique du Sud et des Caraïbes qui est cultivé au Brésil pour son bois.

## Description
C'est un arbre à feuillage persistant de 20 à 50 m de haut, dont le tronc peut atteindre 1.5 m de diamètre. Les feuilles sont pétiolées, opposées, oblongues à ovales, lisses, vert brillant dessus, vert pâle dessous, à bords lisses. Elles mesurent de 6,3 à 12,5 cm de long sur 3,2 à 6,3 cm de large. Les fleurs ont 4 sépales blancs et de 1 à 4 pétales blancs. Le fruit est une drupe de 2,5 à 3 cm de diamètre.

## Synonymes
- Calophyllum brasiliense Britton
- Calophyllum lucidum Benth. 1843

## Galerie

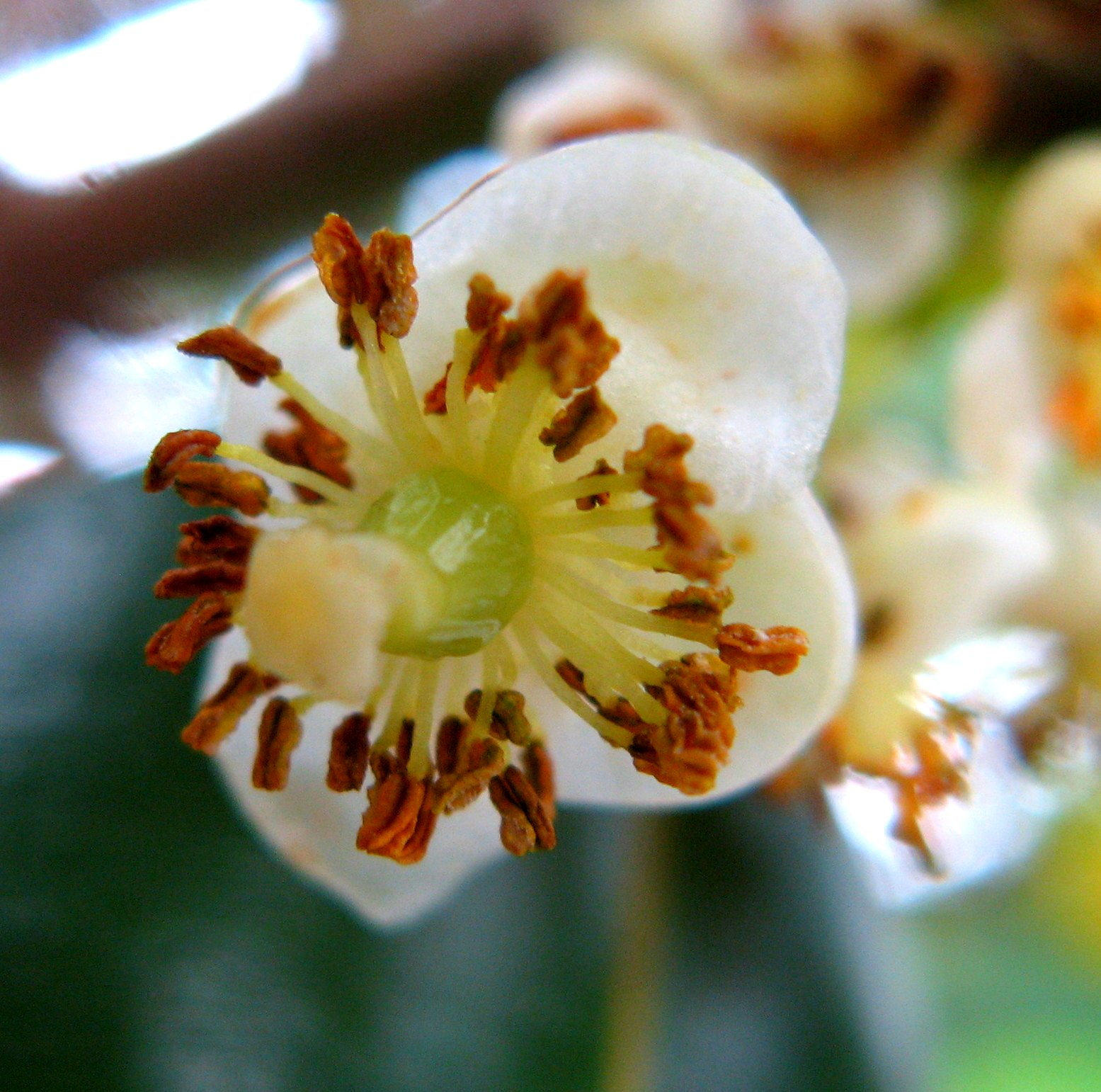
Fleur.
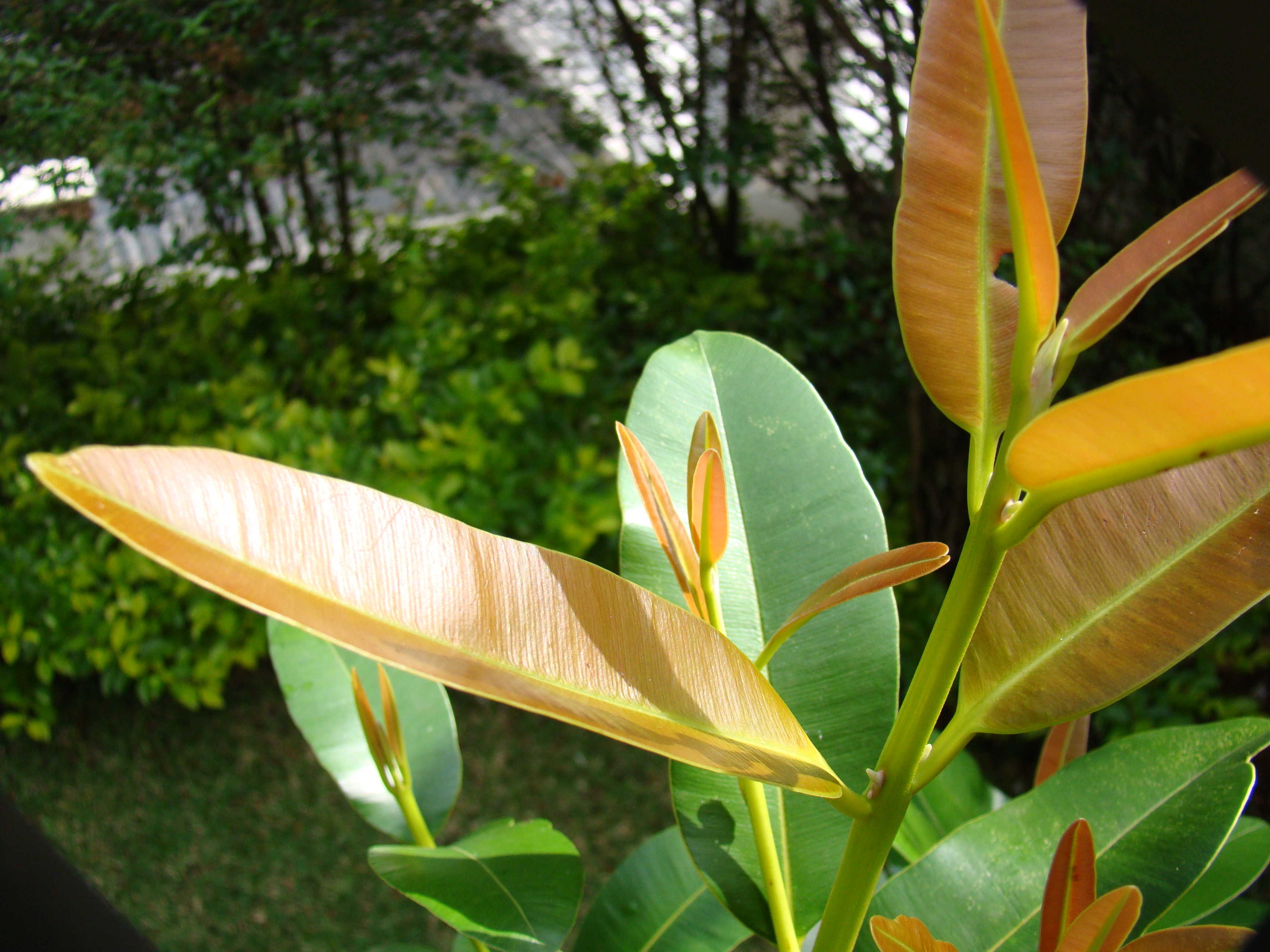
Feuilles.
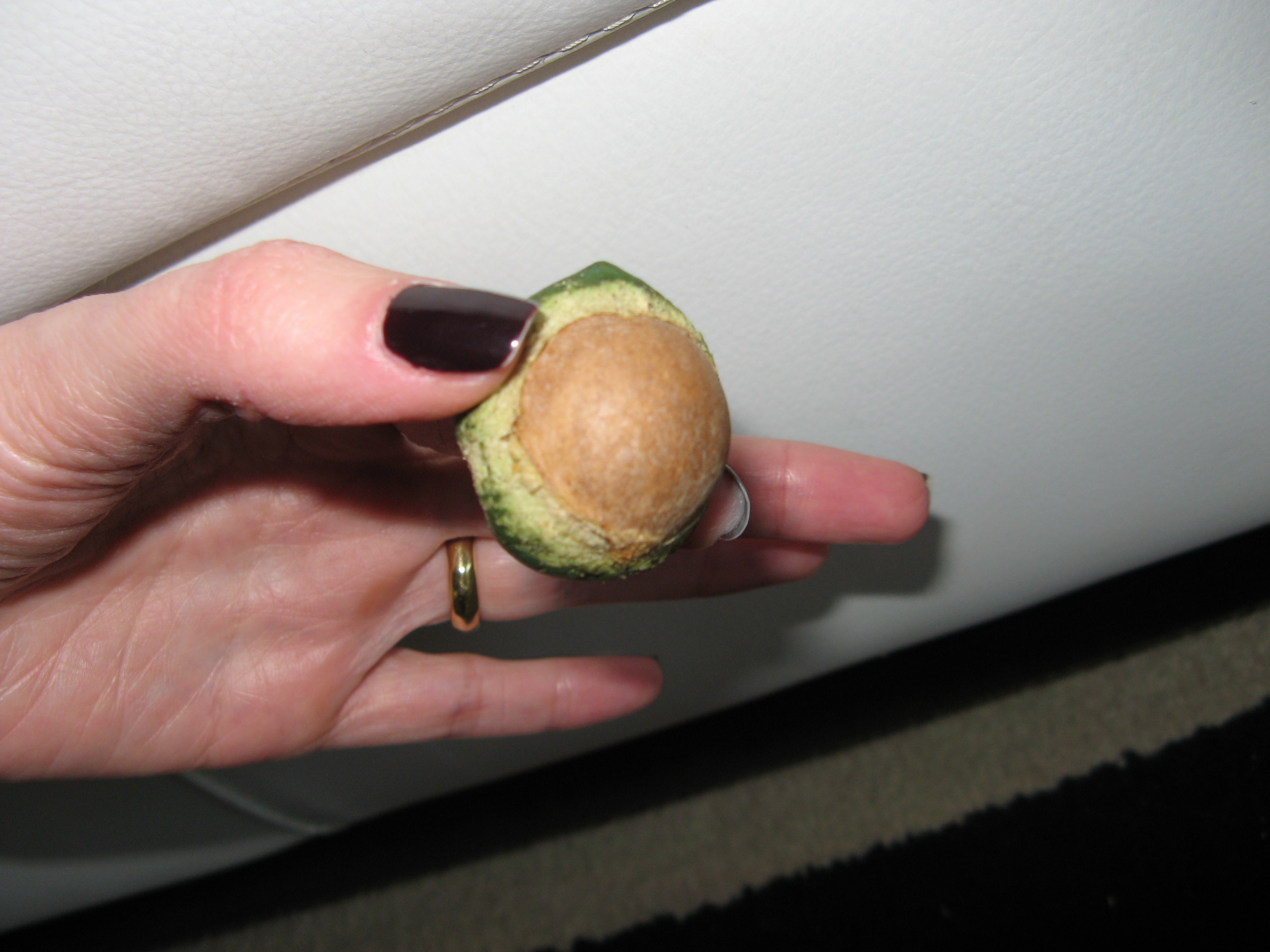
Fruit.

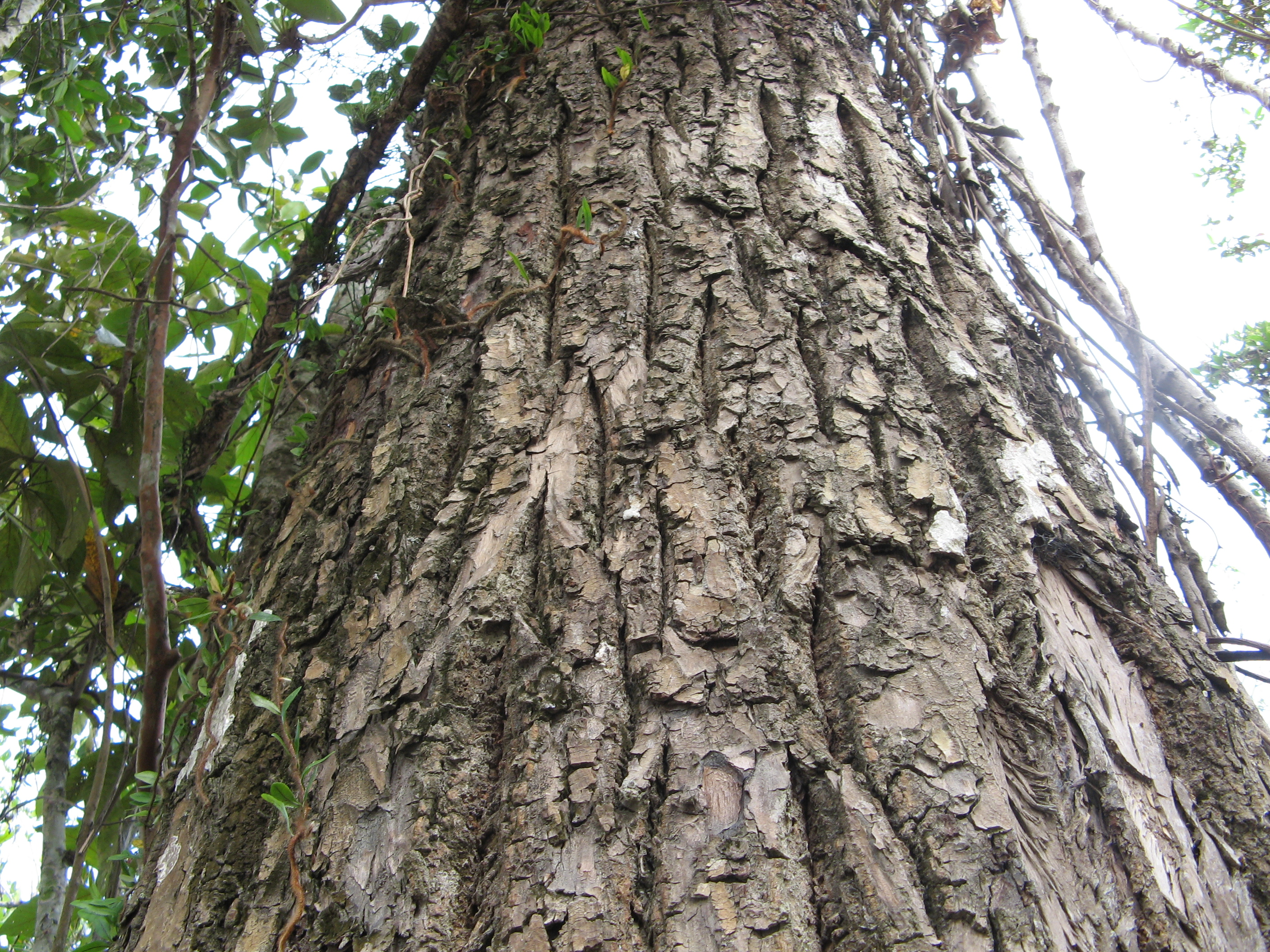
Tronc.
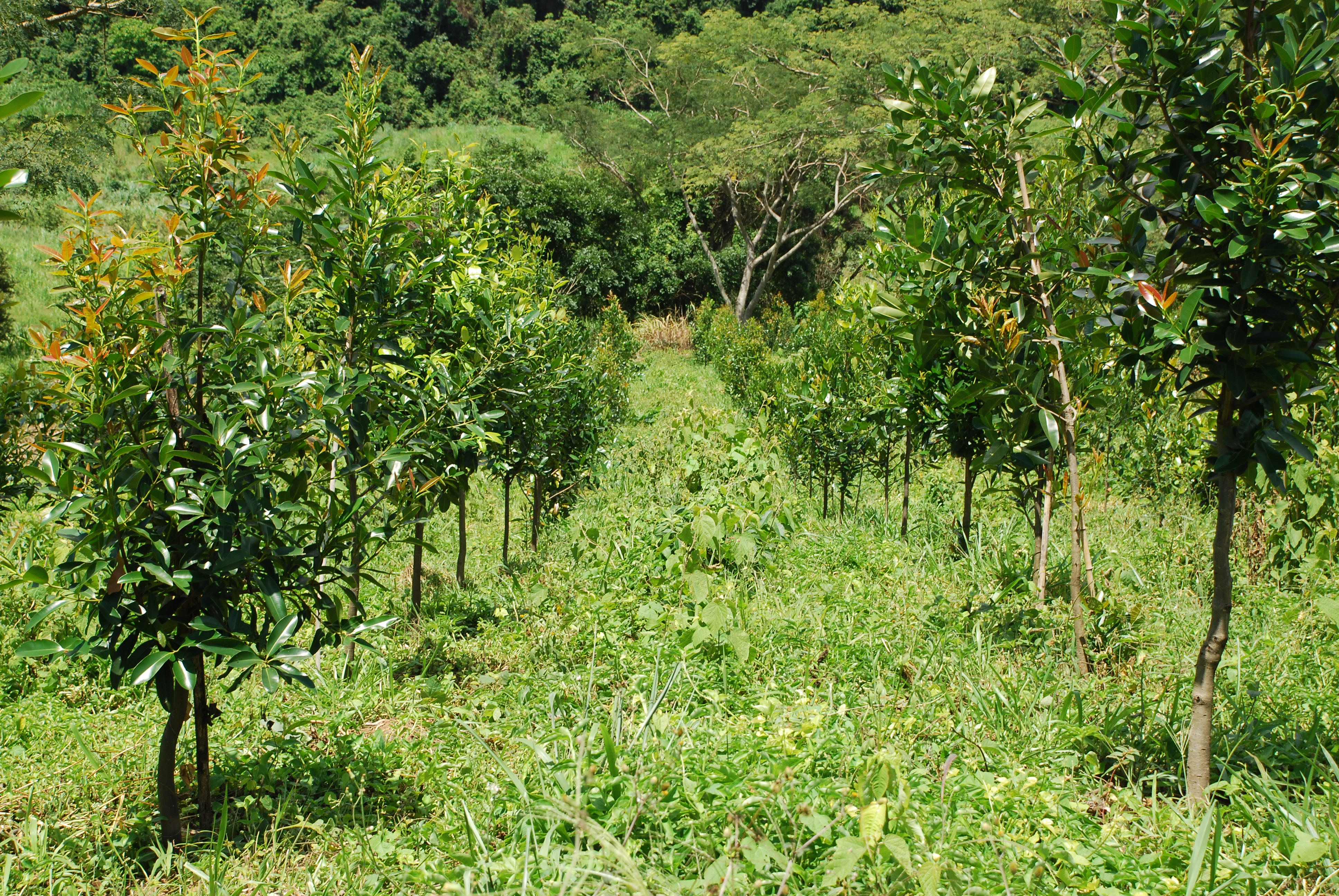
Plantation.